# رابین هود (فیلم ۱۹۹۱)
رابین هود (انگلیسی: Robin Hood) فیلمی در ژانر است که در سال ۱۹۹۱ منتشر شد.

## بازیگران
- اوما تورمن
- یورگن پروچنو
- جروئن کرابا
- دنی وب
- ادوارد فاکس
- اوون تیال
- بری استنتون